# 54 Korpus Obrony Powietrznej (ZSRR)
54 Korpus Obrony Powietrznej – wyższy związek taktyczny wojsk obrony przeciwlotniczej Sił Zbrojnych ZSRR i Federacji Rosyjskiej.

## Struktura organizacyjna
W latach 1991–1992
- dowództwo – Gatczyna[a].
- 236 Putiłowsko-Kirowski pułk rakietowy OP – Władaj
- 219 pułk rakietowy OP – Pierwomajskoje
- pułk rakietowy OP – Uglowo
- 170 Brygada Radiotechniczna – Pejsk
- 174 Brygada Radiotechniczna – Toksowo